# Gloria Scott
Gloria Scott (engelska: The Adventure of the Gloria Scott) är en av Sir Arthur Conan Doyles 56 noveller om detektiven Sherlock Holmes. Novellen publicerades första gången 1893. Gloria Scott ingår i novellsamlingen The Memoirs of Sherlock Holmes.